# 67 Рака
67 Рака (лат. 67 Cancri) — двойная звезда, которая находится в созвездии Рака. Главный компонент, 67 Рака А, — белая звезда класса А, карлик главной последовательности. 67 Рака была открыта британскими астрономами Джеймсом Саутом и Джоном Гершелем.